# European Cybersecurity Challenge
Die European Cybersecurity Challenge (ECSC) ist ein jährlich stattfindender Cybersecurity-Wettbewerb, organisiert von der Agentur der Europäischen Union für Cybersicherheit (ENISA). Das Event zielt darauf ab, junge Talente im Bereich der Cybersicherheit zu fördern, indem Teams junger Menschen aus verschiedenen europäischen Ländern zusammenkommen, um sich im Lösen von Cybersicherheits-Herausforderungen zu messen. Die Wettbewerbstage sind in der Regel in die beiden beliebten CTF-Formate unterteilt: Jeopardy und Attack-Defense. Die Teams bestehen aus maximal 10 Spielern unter 25 Jahren, davon maximal 5  über 20 Jahren. Jedes Land führt nationale Qualifikationsrunden und Wettbewerbe durch, die als Teil des Auswahlprozesses dienen. Der Wettbewerb wird oft als „Eurovision-Contest der Cybersicherheit“ bezeichnet.
| Jahr | Anzahl an offiziellen Teams | Ort                            | Gewinner    |
| ---- | --------------------------- | ------------------------------ | ----------- |
| 2014 | 3                           | Fürstenfeld, Österreich        | ?           |
| 2015 | 6                           | Luzern, Schweiz                | Österreich  |
| 2016 | 10                          | Düsseldorf, Deutschland        | Spanien     |
| 2017 | 15                          | Malaga, Spanien                | Spanien     |
| 2018 | 17                          | London, Vereinigtes Königreich | Deutschland |
| 2019 | 20                          | Bukarest, Rumänien             | Rumänien    |
| 2021 | 19                          | Prag, Tschechien               | Deutschland |
| 2022 | 28                          | Wien, Österreich               | Dänemark    |
| 2023 | 28                          | Hamar, Norwegen                | Deutschland |
| 2024 | 31                          | Turin, Italien                 | Deutschland |